# アメリカ大陸の脱植民地化
アメリカ大陸の脱植民地化（アメリカたいりくのだつしょくみんちか、英: Decolonization of the Americas）は、アメリカ大陸の諸国がヨーロッパ諸国の支配を脱して独立を勝ち取った過程を言う。脱植民地化は18世紀後半と19世紀初期から半ばまで続いた一連の革命で始まった。その後はキューバが米西戦争の渦中に独立を果たした以外、1世紀以上も大きな変化が無かった。
20世紀の後半はヨーロッパ植民地帝国が自発的に引き上げる形での平和的独立が普通の形になった。しかし、北アメリカ、特にカリブ海の諸島にはまだ多くのイギリスとオランダの植民地が残っており、さらにアメリカ合衆国はプエルトリコとバージン諸島を所有している。フランスは海外県としてそれまでの植民地の大半を「統合」してきた。

## アメリカ合衆国
アメリカ大陸で最初の独立主権国家は現在のニューハンプシャー州であり、1776年1月5日付け成文憲法によりイギリスからの独立を宣言し、その6か月後のアメリカ独立宣言でアメリカ合衆国を結成した最初の13州の1つになった。
アメリカ合衆国は1776年7月4日にイギリスからの独立を宣言した。当時はイギリス13植民地のうちの12と独立国家としてのニューハンプシャーが合流する形になった。アメリカ合衆国の独立は1783年のパリ条約で認知された。

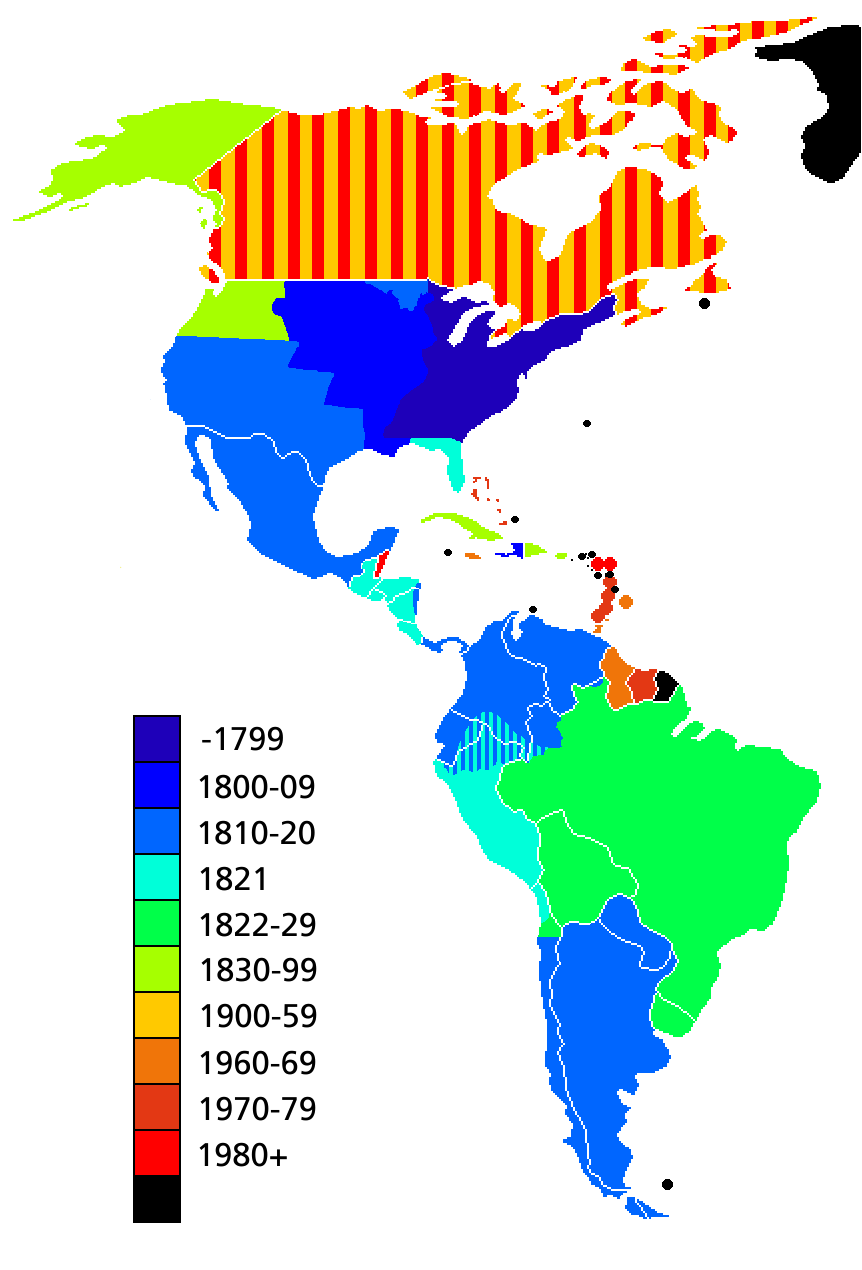
アメリカ大陸諸国の独立年。アメリカ合衆国は1867年まで大陸内の領土拡張を終えていなかった。

## スペインの植民地
アメリカ大陸のスペイン植民地は19世紀の第1四半世紀の間にその独立を勝ち取った。半島戦争の間の1810年以降、スペイン国王フェルナンド7世の名で幾つかの国の「クリオーリョ」が国を統治する議会を起ち上げた。自治政府の経験に、自由主義とフランス革命やアメリカ独立の概念に影響され「リベルタドーレス」が率いる独立への戦いが始まった。植民地の多くは、スペインの貿易独占を排除し政治的な影響力を持とうとするイギリス帝国の支援で、自らを解放した。
南アメリカではシモン・ボリーバルとホセ・デ・サン・マルティンが独立闘争の最終段階を率いた。ボリバルはこの大陸のスペイン語圏を政治的に一つに纏めようとしたが、諸国は急速に他とは独立した形を取り、三国同盟戦争（パラグアイ対アルゼンチン・ブラジル・ウルグアイ）や太平洋戦争（チリ対ボリビア・ペルー）など幾つかの戦争が続いた。
スペインの北アメリカや中央アメリカの植民地でも関連した動きが起こった。メキシコ独立革命やそれに関連する戦いである。メキシコの独立はアグスティン・デ・イトゥルビデと「三つの保証軍」の連衡で1821年に達成された。この統合はメキシコ第一帝政の間、短期間続いたが、10年の間に幾つかの国家に分裂した。

## ポルトガルの植民地
ポルトガル王国の植民地はスペインとは異なり、細かく分かれてはいなかった。彼等が作り上げたカピタンス制はサルバドールの中央政権に臣従し、サルバドールはリスボンの王室に直接報告していた。このために「ポルトガル領アメリカ」と呼ぶのは希であり、当初から統一された植民地としてブラジルと呼ぶのが普通だった。ナポレオン戦争期には王室そのものがリスボンからリオデジャネイロへ遷都している。
この結果、ブラジルは1822年に独立したときも分裂しなかった。ブラジルが主権国家として最初の60年間は連邦共和国ではなく君主制を採用したことも、国の統一を維持することに貢献した。
ポルトガル国王ドン・ジョアン6世の息子ドン・ペドロ1世（ポルトガル王ペドロ4世）が1922年にブラジル帝国の独立を宣言し、初代皇帝になった。これはポルトガル王室からも平和的に認められたが、ポルトガル軍と市民の間で幾らかのゲリラ戦が起こった。ポルトガルはブラジルの独立をその3年後に賠償金付きで承認した。

## カナダ
1867年7月1日、カナダはイギリス帝国の一自治領（ドミニオン）になった。この時点のカナダ自治領にはアッパー・カナダ（現在のオンタリオ州）とローワー・カナダ（現在のケベック州）、ノバスコシアおよびニューブランズウィックが含まれていた。1871年にはブリティッシュコロンビア、1873年にプリンスエドワード・アイランド、1949年にはニューファンドランドが連邦に加盟した。イギリスは1870年にルパート・ランドと北西領土をカナダに割譲した。1931年、カナダ政府はノルウェーから北極海のスベルドラップ諸島を獲得した。このとき、極地探検家ロアール・アムンセンが1908年から1909年に北極点にノルウェー国旗を立て、領有を主張してから20年以上が経っていた。ここまでの独立はイギリス領北アメリカ植民政府間の交渉（シャーロットタウン会議やケベック会議）という完全に政治的手段で達成された。ただし1837年から1838年にアッパー・カナダとローワー・カナダで武力による独立の試みがなされたが、どちらもイギリス当局によって鎮められた。1869年に起こったレッド川反乱はルパーツランドの移譲を遅らせることになった。この反乱は独立と自治を求めたが、カナダ政府によって鎮圧され、王立カナダ騎馬警察を創設する要因になった。これと同じ地域で1885年の北西反乱が起こったが、反乱軍はカナダ軍と騎馬警察に抑えられた。ブリティッシュコロンビア州では、多くの先住民政府はカナダの主権を認知しようとしていないので、様々な先住民族の領土が移譲されずに論争が続いている。ブリティッシュコロンビア州内で正式に処理が決まった地域はビクトリア近くの小さな集合、ナス川に隣接するニスガ族の土地、および北東部の第8条約の土地である。
ニューファンドランドも1907年9月26日に自治領となったが、自治権の返上を経て、1949年にカナダ連邦に加盟したときにこの状態は取って代わられた。
1867年から1931年までイギリスは外交政策を変えなかった。1931年のウェストミンスター憲章によって、カナダに支配権が移った。しかし1867年のカナダの基本法であるイギリス領北アメリカ植民法の修正には、イギリス議会の正式な承認が求められた。1982年のカナダ法の成立により、母国との正式な法的関係が作られ、カナダはロンドン政府からの完全な独立を認められた。

## 米西戦争
1898年、アメリカ合衆国は米西戦争に勝利してキューバとプエルトリコを占領し、アメリカ大陸におけるスペインの領土支配を終わらせた。それでも20世紀初期にスペインの貧民や政治的追放者が移民となって以前の植民地、特にキューバ、メキシコおよびアルゼンチンに流れ出た。1970年代以降はこの流れが反転した。1990年代、レプソルやテレフォニカのようなスペインの会社が南アメリカで投資し、民営化された会社を買収することも多かった。

## 20世紀
20世紀になってから独立を達成した諸国
- ジャマイカ: 1962年にイギリスから
- トリニダード・トバゴ: 1962年にイギリスから
- ガイアナ: 1966年にイギリスから
- バルバドス: 1966年にイギリスから
- バハマ: 1964年に国内自治を認められ、1973年にイギリスから完全独立
- グレナダ: 1974年にイギリスから
- スリナム: 1975年にオランダから
- ドミニカ国: 1978年にイギリスから
- セントルシア: 1979年にイギリスから
- セントビンセント・グレナディーン: 1979年にイギリスから
- アンティグア・バーブーダ: 1981年にイギリスから
- ベリーズ （元英領ホンジュラス）: 1981年にイギリスから
- セントクリストファー・ネイビス: 1983年にイギリスから

## 現在でも主権国家ではない領土
現在でもヨーロッパ諸国に管理されているアメリカ大陸の地域
- アンギラ （イギリス）
- アルバ （オランダ）
- バミューダ諸島 （イギリス）
- イギリス領ヴァージン諸島 （イギリス）
- ケイマン諸島 （イギリス）
- フォークランド諸島 （イギリス）
- フランス領ギアナ （フランス）
- グリーンランド （デンマーク）
- グアドループ （フランス）
- マルティニーク （フランス）
- モントセラト （イギリス）
- オランダ領アンティル （オランダ）
- サン・バルテルミー島 （フランス）
- サン・マルタン島 （フランス）
- サンピエール島・ミクロン島 （フランス）
- タークス・カイコス諸島 （イギリス）

さらに、元スペイン植民地のプエルトリコと元デンマーク領西インド諸島（現在名はアメリカ領ヴァージン諸島）はアメリカ合衆国の未編入領土となっている。
アメリカ大陸に残っている主権国家ではない領土は選択によってその状態を保っており、ある程度の自治が許されている。それでも国際連合非自治地域リストに載っているものがあり、議論の対象になっている。例えば、アルバは1986年1月1日にオランダ領アンティルから分離し、オランダ王国の別の自治を行う一員になった。1996年まで続いた完全独立を求める運動も1990年のアルバの要請で止められた。フランス領ギアナ、グアドループ、およびマルティニークはフランスの植民地と考えられていないが、フランスの海外県としてフランス本国に組み入れられている。グリーンランドは1979年に自治政府を樹立し、ECからも離脱した。現在のグリーンランドは、高度な自治を擁し自立傾向にある。

## 年譜
| 国                                  | 植民地名                                     | 支配国                           | 独立日                        | 初代元首                                                      | 独立戦争                                      |
| ----------------------------------- | -------------------------------------------- | -------------------------------- | ----------------------------- | ------------------------------------------------------------- | --------------------------------------------- |
| アメリカ合衆国                      | イギリス領アメリカ                           | イギリス                         | 1783年9月3日                  | ジョージ・ワシントン                                          | アメリカ独立戦争                              |
| ハイチ                              | サン＝ドマング                               | フランス                         | 1804年1月1日                  | ジャン＝ジャック・デサリーヌ                                  | ハイチ革命                                    |
| パラグアイ                          | リオ・デ・ラ・プラタ副王領                   | スペイン                         | 1811年5月14日                 | フンタ                                                        | パラグアイ・キャンペーン                      |
| アルゼンチン                        | リオ・デ・ラ・プラタ副王領                   | スペイン                         | 1816年7月9日                  | フアン・マルティン・デ・プエイレドン                          | アルゼンチン独立戦争                          |
| チリ                                | チリ・カピタンシ・ヘネラル                   | スペイン                         | 1818年2月12日                 | ベルナルド・オイギンス                                        | チリ独立戦争                                  |
| コロンビア 大コロンビアの一部として | ヌエバ・グラナダ副王領                       | スペイン                         | 1819年8月7日                  | シモン・ボリバル                                              | ボリバルのニューグラナダ解放キャンペーン      |
| ベネズエラ 大コロンビアの一部として | ヌエバ・グラナダ副王領                       | スペイン                         | 1821年6月24日                 | シモン・ボリバル                                              | ベネズエラ独立戦争、カラボボの戦い (1821年)   |
| コスタリカ 中米連邦の一部として     | ヌエバ・エスパーニャ副王領                   | スペイン                         | 1821年9月15日                 | ガビノ・ガインサ                                              | ――                                            |
| グアテマラ 中米連邦の一部として     | ヌエバ・エスパーニャ副王領                   | スペイン                         | 1821年9月15日                 | ガビノ・ガインサ                                              | ――                                            |
| ニカラグア 中米連邦の一部として     | ヌエバ・エスパーニャ副王領                   | スペイン                         | 1821年9月15日                 | ガビノ・ガインサ                                              | ――                                            |
| ホンジュラス 中米連邦の一部として   | ヌエバ・エスパーニャ副王領                   | スペイン                         | 1821年9月15日                 | ガビノ・ガインサ                                              | ――                                            |
| エルサルバドル 中米連邦の一部として | ヌエバ・エスパーニャ副王領                   | スペイン                         | 1821年9月15日                 | ガビノ・ガインサ                                              | ――                                            |
| メキシコ                            | ヌエバ・エスパーニャ副王領                   | スペイン                         | 1821年9月27日                 | アグスティン1世                                               | メキシコ独立革命                              |
| パナマ 大コロンビアの一部として     | ヌエバ・グラナダ副王領                       | スペイン                         | 1821年11月28日                | シモン・ボリバル                                              | ――                                            |
| エクアドル 大コロンビアの一部として | ヌエバ・グラナダ副王領                       | スペイン                         | 1822年5月24日                 | シモン・ボリバル                                              | エクアドル独立戦争                            |
| ブラジル                            | ポルトガル・ブラジル及びアルガルヴェ連合王国 | ポルトガル                       | 1822年9月7日                  | ペドロ1世                                                     | ブラジル独立戦争                              |
| ペルー                              | ペルー副王領                                 | スペイン                         | 1824年12月9日                 | シモン・ボリバル                                              | ペルー独立戦争                                |
| ボリビア                            | リオ・デ・ラ・プラタ副王領                   | スペイン                         | 1825年8月6日                  | シモン・ボリバル                                              | ボリビア独立戦争                              |
| ウルグアイ                          | リオ・デ・ラ・プラタ副王領、 シスプラチナ州  | スペイン、 ポルトガル、 ブラジル | 1811年5月18日、 1828年8月27日 | ホセ・ゲルバシオ・アルティガス、 フアン・アントニオ・ラバレハ | ラス・ピエドラスの戦い、 シスプラティーナ戦争 |
| ドミニカ共和国                      | サントドミンゴ・カピタンシ・ヘネラル         | スペイン                         | 1865年8月16日                 | ホセ・マリア・カブラル                                        | ドミニカ復興戦争                              |
| キューバ                            | キューバ                                     | スペイン、 アメリカ合衆国        | 1902年5月20日                 | トマス・エストラーダ・パルマ                                  | 第二次キューバ独立戦争 米西戦争               |
| ジャマイカ                          | ジャマイカ                                   | イギリス                         | 1962年8月6日                  | アレクサンダー・バスタマンテ                                  | ――                                            |
| トリニダード・トバゴ                | トリニダード・トバゴ                         | イギリス                         | 1962年8月31日                 | エリック・ウィリアムズ                                        | ――                                            |
| ガイアナ                            | イギリス領ガイアナ                           | イギリス                         | 1966年5月26日                 | フォーブス・バーナム                                          | ――                                            |
| バルバドス                          | バルバドス                                   | イギリス                         | 1966年11月30日                | エロル・バーロー                                              | ――                                            |
| バハマ                              | バハマ                                       | イギリス                         | 1973年7月10日                 | リンデン・オスカー・ピンドリング                              | ――                                            |
| グレナダ                            | イギリス領ウィンドワード諸島                 | イギリス                         | 1974年2月7日                  | エリク・マシュ・ゲイリー                                      | ――                                            |
| スリナム                            | スリナム                                     | オランダ                         | 1975年11月25日                | ヨハン・フェリエ                                              | ――                                            |
| ドミニカ国                          | イギリス領ウィンドワード諸島                 | イギリス                         | 1978年11月3日                 | ルイ・クールス＝ラーティグ                                    | ――                                            |
| セントルシア                        | イギリス領ウィンドワード諸島                 | イギリス                         | 1979年2月22日                 | ジョン・コンプトン                                            | ――                                            |
| セントビンセント・グレナディーン    | イギリス領ウィンドワード諸島                 | イギリス                         | 1979年10月27日                | ミルトン・カトー                                              | ――                                            |
| ベリーズ                            | イギリス領ホンジュラス                       | イギリス                         | 1981年9月21日                 | ジョージ・ケイドル・プライス                                  | ――                                            |
| アンティグア・バーブーダ            | イギリス領リーワード諸島                     | イギリス                         | 1981年11月1日                 | ヴェア・バード                                                | ――                                            |
| カナダ                              | カナダ自治領                                 | イギリス                         | 1867年/1931年/1982年          | n/a                                                           | ――                                            |
| セントクリストファー・ネイビス      | イギリス領リーワード諸島                     | イギリス                         | 1983年9月19日                 | ロバート・L・ブラッドショー                                   | ――                                            |